# برود مووتسکیه
برود مووتسکیه (به لهستانی:  Brody Młockie) یک روستا در لهستان است که در گمینا گلینویتسک واقع شده‌است.